# Калмырзаев, Аксакал
Аксакал Калмырзаев (каз. Ақсақал Қалмырзаев; 2 июля 1936 г.род Сайрамский район, Южно-Казахстанская область — 20 августа 2013 г. Шымкент, Казахстан) — советский и казахский актёр театра. Народный артист Казахстана (1993). Заслуженный артист Казахской ССР (1975).

## Биография
- Аксакал Калмырзаев родился 2 июля 1936 года в колхозе им. XVII партсъезда Сайрамского района Южно-Казахстанской области. Казах. Происходит из рода сикым племени дулат.[2]
- Отец — Нурумбетов Калмырза, ныне покойный, был табунщиком колхоза.
- Мать — Нурымбетова Зауре, ныне покойная, была портнихой.
- Окончил актёрский факультет Ташкентского театрально-художественного института им. А. Н. Островского (1957), актёр[1].
- Владеет русским, казахским и киргизским языками.
- С 1957 по 2013 год актёр Южно-Казахстанского областного музыкально-драматического театра им. Ж. Шанина[1].

## Основные роли на сцене
Первая роль — Годар в спектакле «Мачеха» О.Бальзака. Он играл в национальных, зарубежных и русских произведениях драматургов. В числе значительных образов Данияр — («Жамила» Шынгыса Айтматова), Толеген — («Қыз Жібек» Габита Мусрепова), Мурат, Жалмукан, Мылкау — («Ақан сері-Ақтоқты» Габита Мусрепова), Алибек, Арыстан — («Айман — Шолпан» Мухтара Ауэзова), Айдар — («Абай» Мухтара Ауэзова), Ер Таргын — («Ер Таргын» Сагыра Камалова), Жаппар — («Құдаша» Загира Исмагилова), Аскер — («Аршин мал алан» Гаджибека Гаджибекова), Сугур, Бекен, Абиш — («Жалбыр», «Шұға» Беимбета Майлина) и т.д. И играл более 200 таких образов.

## Семья
Женат. Супруга — Калмырзаева Зоя Камаловна (1937 г. р.), пенсионерка. Дочери — Калмырзаева Перизат (1963 г. р.), Калмырзаева Алия (1965 г. р.), Калмырзаева Асия (1968 г. р.); сын — Калмырзаев Алтай (1971 г. р.).

## Награды
- 1970 — Медаль «В ознаменование 100-летия со дня рождения Владимира Ильича Ленина»
- 1975 — Присвоено почётное звание «Заслуженный артист Казахской ССР»
- 1978 — Медаль «Отличник культуры СССР»
- 1980 — Почётные Грамоты Верховный Совет Казахской ССР
- 1985 — Медаль «Ветеран труда»
- 1993 — Присвоено почётное звание «Народный артист Казахстана»
- 2002 — Почётный гражданин Сайрамского района
- 2003 — Орден Парасат[1]
- 2004 — Почётный гражданин города Шымкент
- Медаль «За заслуги в Южно-Казахстанской области»